# Azuma Yutaka
Yutaka Azuma (東 泰, sinh ngày 21 tháng 9 năm 1967) là một huấn luyện viên và cựu cầu thủ bóng đá người Nhật Bản.

## Sự nghiệp Huấn luyện viên
Yutaka Azuma đã dẫn dắt Tokushima Vortis.